# Georg Quedens
Georg Quedens (né le 22 novembre 1934 à Norddorf sur l'île d'Amrum) est un photographe allemand, auteur de livres spécialisés et chercheur sur le patrimoine et la nature.

## Biographie
Georg Quedens vit sur Amrum depuis sa naissance. Il a fait un apprentissage de photographe auprès de son père. Depuis, il exerce son métier et a rédigé de nombreuses publications sur Amrum et d'autres îles frisonnes septentrionales. Il a donné son premier diaporama en 1958 et ses premiers livres de photos sont parus à partir de 1961 dans la série Der kleine Wolff-Bildband de la maison d'édition Wolff-Verlag à Flensbourg. Plus tard, il a publié des livres de non-fiction, notamment dans la série Die Welt der Inseln und Halligen de la maison d'édition Breklumer Verlag à Breklum et dans la maison d'édition de son frère Jens Quedens à Amrum. Ses photos sont publiées depuis des décennies dans de nombreux magazines et calendriers, y compris suprarégionaux. Pendant 30 ans, il a écrit les chroniques Amrum 1983 à Amrum 2012, qui comptent ensemble environ 4 500 pages et ont été tirées chacune à environ 1 000 exemplaires,. La nature et l'histoire de cette île de la mer du Nord marquent son travail.
Par ailleurs, Georg Quedens a longtemps donné des conférences sur différents thèmes concernant la région de la mer du Nord. Les thèmes habituels sont "Amrum l'île", "La mer du Nord et la mer des Wadden", "Amrum au bon vieux temps", "La mer du Nord meurtrière", "D'île en île" et "Les oiseaux de mer". Progressivement, son fils, l'artiste peintre Kai Quedens, a repris la série de conférences dans les années 2010.

## Prix et distinctions
- 2004 : prix Hans-Momsen pour services exceptionnels rendus à la vie culturelle de la Frise du Nord.
- 2009 : ordre du Mérite de la République fédérale d'Allemagne[3],[4].
- 2021 : citoyen d'honneur de la commune de Norddorf auf Amrum.

### Ouvrages publiés par Georg Quedens (sélection)
- (de) Georg Quedens, Die Vogelwelt der Insel Amrum. Mit einem Abriss der Amrumer Säugetier- und Amphibienwelt, Hambourg, Buske, 1983 (ISBN 3-87118-595-7)
- (de) Georg Quedens, Weltnaturerbe Wattenmeer, Hambourg, Ellert & Richter, 2009 (ISBN 978-3-8319-0386-3)
- (de) Georg Quedens, Nordsee Mordsee, Hambourg, Ellert & Richter, 2010 (ISBN 978-3-8319-0378-8)
- (de) Georg Quedens, Natur entdecken an der Nordsee: am Strand und im Watt, Munich, blv, 2010 (ISBN 978-3-8354-0646-9)
- (de) Georg Quedens, Nordfriesische Inseln und Halligen, Hambourg, Ellert & Richter, 2011 (ISBN 978-3-8319-0434-1)
- (de) Georg Quedens, Was man über Friesenhäuser wissen sollte, Hambourg, Ellert & Richter, 2011 (ISBN 978-3-8319-0435-8)
- (de) Georg Quedens, Was man über Föhr wissen sollte, Hambourg, Ellert & Richter, 2012 (ISBN 978-3-8319-0470-9)

### Chapitres de livres, film et articles consacrés à Georg Quedens
- (de) Uwe Bahn, « Georg Quedens: Kein Tag ohne Beute », dans Inselstolz, Hollenstedt, Ankerherz, 2013, 113 p. (ISBN 978-3-940138-47-7)
- Ulrich Blömker, Inès Müller, Lukas Pietzner, Amrumer Brut. Dokumentation über Georg Quedens, 1999, 45 minutes.
- (de) Ralf Hoffmann, « Georg Quedens - Ein Leben für Amrum... », Amrum News,‎ 28 juillet 2021 (lire en ligne)
- (de) Christel Leipersberger-Nielsen, « Kenner und Hüter der Amrumer Natur », Der Inselbote,‎ 30 novembre 2018 (lire en ligne )
- (de) Susanne Wiedmann, « Heimatforscher Georg Quedens », dans Amrum, Hambourg, 2012 (ISBN 978-3-455-50231-2), p. 9-22